# O Mandarim
O Mandarim é uma novela do escritor português Eça de Queirós, escrito em Bristol, na Inglaterra, e publicado em Lisboa em 1880.
É considerada mais como uma novela do que um romance, pois há só um personagem central e o enredo concentra-se num só ato.

## Personagens
“Aos domingos repousava: instalava-me então no canapé da sala de jantar, de cachimbo nos dentes, e admirava a D. Augusta, que, em dias de missa, costumava limpar com clara de ovo a caspa do tenente Couceiro. Esta hora, sobretudo no Verão, era deliciosa: pelas janelas meio cerradas penetrava o bafa da soalheira, algum repique distante dos sinos da Conceição Nova e o arrulhar das rolas na varanda; a monótona sussurração das moscas balançava-se sobre a velha cambraia, antigo véu nupcial da Madame Marques, que cobria agora no aparador os pratos de cerejas bicais; pouco a pouco o tenente, envolvido, num lençol como um ídolo no seu manto, ia adormecendo, sob a fricção mole das carinhosas mãos da D. Augusta; e ela, arrebitando o dedo mínimo branquinho e papudo, sulcava-lhe as repas lustrosas com o pentezinho dos bichos... (...)”

— O Mandarim (1880)
- Teodoro: o protagonista do romance, bacharel amanuense do reino, é um representante típico do burguês nacional, medíocre, frustrado, e de baixos valores morais.
- Ti Chin-Fu: o mandarim assassinado por Teodoro; embora não faça nenhuma ação no conto nem tenha nenhuma fala, é de importância fundamental na acção do enredo da obra.
- O diabo
- Vladimira (generala): mulher do general Camilloff, e amante de Teodoro por um breve período.
- General Camilloff: é o representante do Império Russo na China.
- Sá-Tó: intérprete de Teodoro durante a viagem na China.
- Dona Augusta: a dona da pensão onde Teodoro morava antes de enriquecer.
- Couceiro: grande tocador de viola-francesa, é um dos hóspedes de D. Augusta.
- Cabritinha: outro pensionista, é empregado na administração do bairro Central.
- Veriskof: representante alemão na China, culto e gordo, era o companheiro intelectual de Teodoro na China.